# ビザッチャ
ビザッチャ（伊: Bisaccia）は、イタリア共和国カンパニア州アヴェッリーノ県にある、人口約3,800人の基礎自治体（コムーネ）。

## 地理

### 位置・広がり

#### 隣接コムーネ
隣接するコムーネは以下の通り。
- アンドレッタ
- アクイローニア
- カリトリ
- グアルディア・ロンバルディ
- ラチェドーニア
- スカンピテッラ
- ヴァッラータ

## 行政

### 分離集落
ビザッチャには、以下の分離集落（フラツィオーネ）がある。
- Calaggio, Macchitella, Calli, Masseria di Sabato, Oscata, Pastina, Pedurza, Piani San Pietro, Piano Regolatore, Bisaccia Nuova